# Ironton (Missouri)
Pour les articles homonymes, voir Ironton.
La ville d’Ironton est le siège du comté d'Iron, situé dans l'État du Missouri, aux États-Unis. Lors du recensement de 2010, sa population s’élevait à 1 460 habitants.